# تماس (فیلم ۲۰۲۴)
تماس (انگلیسی: Touch) یک فیلم درام عاشقانه به کارگردانی و نویسندگی بالتاسار کورماکور محصول سال ۲۰۲۴ سینمای ایسلند است.

## داستان
یک مرد بیوه سعی می‌کند اولین عشق خود را ۵۰ سال پس از ناپدید شدن او پیدا کند.

## ساخت
فیلمبرداری اصلی در ۹ اکتبر ۲۰۲۲ در لندن آغاز شد.

## انتشار
این فیلم قرار است در ۱۲ ژوئیه ۲۰۲۴ اکران محدودی داشته باشد.